# Je t'aime... moi non plus
Je t'aime... moi non plus är en poplåt skriven av Serge Gainsbourg. Titeln översätts på svenska ungefär till "Jag älskar dig... inte jag heller", den grammatiska felaktigheten är medveten. Låten blev kontroversiell för sitt ekivoka innehåll och skrevs 1967; den är mest känd i Jane Birkins och Serge Gainsbourgs duettversion utgiven 1969.
Gainsbourg spelade ursprungligen in låten tillsammans med Brigitte Bardot. Men när hennes man Gunter Sachs fick reda på att låten skulle ges ut blev han ursinnig och krävde att utgivningen skulle stoppas, vilket också skedde. Detta ledde till att Jane Birkin erbjöds sjunga in den tillsammans med Gainsbourg. De båda hade träffats under inspelningen av filmen Slogan och kom senare att gifta sig.
Låten blev bannlyst av brittiska BBC. Den drogs även tillbaka av skivbolaget Fontana när den nått andraplatsen på singellistan, men det hindrade inte att den blev brittisk singeletta sedan Gainsbourg gjort en överenskommelse med ett nytt skivbolag. Låten var ursprungligen tänkt att testas på svenska Tio i topp-listan i september 1969, men Sveriges Radio strök låten kort innan sändningen. Inte heller i Sverige spelade censuren någon roll då singeln toppade Kvällstoppen i åtta veckor. En mer rumsren instrumentalversion av låten spelades snabbt in av brittiska duon Sounds Nice med titeln "Love at First Sight". Instrumentalversionen nådde plats 18 på brittiska listan. Denna version gick också in på Tio i topp i originalversionens ställe efter strykningen samma månad.

## Listplaceringar
| Lista (1969)   | Position         |
| -------------- | ---------------- |
| Danmark        | 1 (DR "Top Ti")  |
| Finland        | 3                |
| Frankrike      | 5                |
| Irland         | 2                |
| Nederländerna  | 2                |
| Norge          | 1                |
| Schweiz        | 1                |
| Storbritannien | 1                |
| Sverige        | 1 (Kvällstoppen) |
| USA            | 58               |
| Västtyskland   | 3                |
| Österrike      | 1                |